# Manching
Manching ist ein Markt im oberbayerischen Landkreis Pfaffenhofen an der Ilm und liegt südöstlich von Ingolstadt. Der Ort kann auf eine jahrtausendelange Siedlungsgeschichte seit der keltischen Zeit zurückblicken. In seiner Nähe befindet sich heute eine Einrichtung für Testflüge, der Fliegerhorst Ingolstadt/Manching, bestehend aus der Wehrtechnischen Dienststelle 61 der Bundeswehr für Luftfahrzeuge und dem Werksgelände von Airbus Defence and Space, einem Geschäftsbereich (Division) von Airbus.

## Geografie

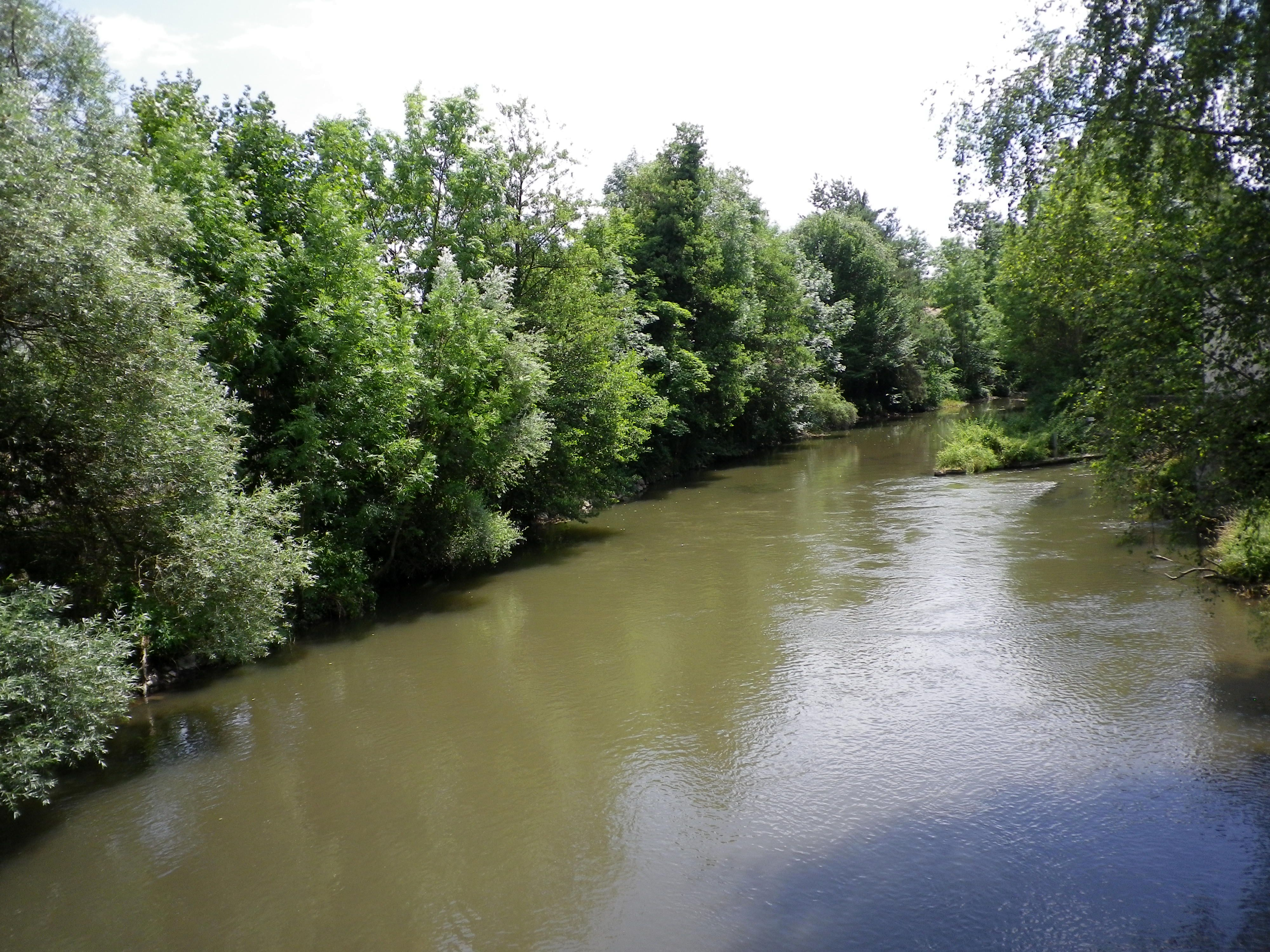
Die Paar bei Manching

Manching gehört zur Planungsregion Ingolstadt und ist im  Regionalplan als Grundzentrum eingestuft. Durch den Ort fließt die Paar der nördlich gelegenen Donau zu.
Die Gemeinde hat neun Gemeindeteile (in Klammern ist der Siedlungstyp angegeben):
- Forstwiesen (Siedlung)
- Lindach (Dorf)
- Manching (Hauptort)
- Niederstimm (Kirchdorf)
- Oberstimm (Pfarrdorf)
- Pichl (Kirchdorf)
- Rottmannshart (Weiler)
- Sonnenbrücke (Einöde)
- Westenhausen (Kirchdorf)

## Geschichte

### Vor- und Frühgeschichte
Vom 3. Jahrhundert v. Chr. bis zum 1. Jahrhundert v. Chr. bestand beim heutigen Manching ein keltisches Oppidum, das in seiner Blütezeit das bedeutendste Handelszentrum Mitteleuropas darstellte. Die Pfarrkirche St. Peter befindet sich mit ihrem Ostteil auf einer noch heute erkennbaren Bodenerhebung, die nordsüdlich ausgerichtet, das Ufer der Paar in einem Abstand von rund 70 Metern begleitet. Diese Bodenerhebung wurde trotz mancher Zweifel als letztes Relikt des westlichen keltenzeitlichen Ringwalles postuliert. Im Sommer 1963 waren bei Kanalisationsarbeiten in der Pfarrer-Frey-Straße drei Meter tief Steinlagen einer nordsüdlich verlaufenden Trockenmauer angeschnitten worden. Das Format dieser Steine entsprach denen der bekannten keltischen Ringwallfront.

### Mittelalter
Merowingerzeitliche Gräber wurden möglicherweise bereits im 19. Jahrhundert auf dem Gemeindegebiet von Manching entdeckt, doch sind diese frühen Funde meist schlecht bis sehr schlecht dokumentiert. Eine genauer einzuordnende Entdeckung ist aus dem Jahr 1913 überliefert. Damals wurden bei Ausschachtungsarbeiten für die Kanalisation in der Geisenfelder Straße unmittelbar südlich der katholischen Kirche St. Peter Gräber ausgehoben, wobei zu einer Bestattung ein „Säbel“ (wohl ein Sax oder eine Spatha) gehörte. Modernen wissenschaftlichen Maßstäben genügen fünf merowingische Gräber, die in den Jahren 1988 und 1991 bei Grabungen zu Tage kamen. Sie mussten Neubauten an der Münz- und Geisenfelder Straße weichen. Die datierbaren Fundstücke konnten dem 6. und 7. Jahrhundert zugeordnet werden.
Am linken Ufer der Paar, im Ortsbereich von Manching, wurden Spuren einer abgegangenen Besiedlung durch den Ingolstädter Geschichtsinteressierten Josef Reichart als frühmittelalterliche Niederschläge identifiziert. Unweit des „Steinbichels“ waren von Äckern und aus Kiesgruben nördlich der Hauptstraße Lesefunde zusammengetragen worden. Diese bestanden aus Keramik, Webgewichten, Eisenschlacken und Fragmenten von Tondüsen. Der Prähistoriker Wolfgang Hübener (1924–2015) datierte die Keramik in das 7. bis 8. Jahrhundert.
Eine erste Erwähnung findet das frühmittelalterliche Manching am 4. April 844 n. Chr. als „Mandechingon“. Damals beschenkte Ludwig der Deutsche (ca. 806–876) das Benediktinerkloster Sankt Emmeram in Regensburg mit einem Gut in Manching. Der Names des Ortes leitet sich wahrscheinlich von einem bajuwarischen Fürsten namens Mandicho ab.
Bei massiven Umbau- und Abbrucharbeiten an der Kirche St. Peter nach dem Zweiten Weltkrieg fanden sich Fundamente eines karolingischen Gotteshauses. Die 1955 durch den vom Landesdenkmalamt beauftragten Grabungstechniker Wilfried Titze († 1992) aufgedeckten Befunde wurden nach ihrer Dokumentation vollständig überbaut. Die heutige Kirche weist einschließlich des weitgehenden Neubaus von 1956/1957 drei Bauphasen auf. So ist der älteste Teil als spätromanische Chorturmanlage anzusprechen. Diesen Bereich umfasst neben dem Unterbau des Kirchturms, in dem sich ursprünglich der Altarraum befand, auch das anfangs flach gedeckte Langhaus. Bei dem spätgotischen Umbau in der Zeit um 1510 wurde dieser Bereich erhöht, eingewölbt und zum Chorraum der Kirche umgestaltet. Ein neues, repräsentatives Langhaus, das 1955 abgebrochen wurde, schloss sich nun an den Altbau an.
Manching (Menichingen) bildete 1231/1234 ein eigenes Schergenamt, zu dem nur die Vogteien Manching und dessen Filialdorf Pichl (Puheln) zählten. Noch im 13. Jahrhundert verlor Manching das Schergenamt wieder und kam mit Pichl zum Amt Vohburg.
Ludwig der Strenge (1229–1294) beschenkte am 20. März 1264 mit Zustimmung des Augsburger Bischofs Hartmann von Dillingen († 1286) das Stift Münchsmünster mit dem Patronatsrecht über die Pfarrkirche von Manching unter Vorbehalt des herzoglichen Vogteirechtes. Die Pfarre hatte dem Stift bereits früher gehört, war aber später entfremdet worden.
Für Manching ist auch ein Ministerialengeschlecht bezeugt. Dies bestätigt eine Urkunde aus dem Jahr 1347, die einen Hanns von Maenichingen erwähnt. Höchstwahrscheinlich bestand in Manching eine Burg, die jedoch weder durch Quellen noch archäologisch belegt ist. Mit der in den Wittelsbacher Teilungsverträgen von genannte „Burg Mänching“ ist die Anlage in Merching gemeint. Als Standort der mutmaßlichen Manchinger Veste wurde stets der Burgstall Schloßberg (auch „Schlössl“ genannt) angenommen.
Im Jahr 1472 stiftete der damalige Pfarrer von Manching, Wilhelm Heuberger, eine Messe für die St.-Moritz-Kirche in Ingolstadt. Die von dem Moritzer Pfarrer genehmigte Stiftung war für einen Altar der heiligen Petrus und Johannes in einer Kapelle der Kirche vorgesehen.

### Frühe Neuzeit
Seit 1505 gehörte Manching zum Herzogtum Neuburg-Sulzbach und zum Landgericht Reichertshofen. Seit 1777 war das Pfarrdorf Teil des Kurfürstentums Bayern. Im Zuge der Verwaltungsreformen in Bayern entstand mit dem Gemeindeedikt von 1818 die heutige Gemeinde.
Im ausgehenden 16. Jahrhundert, zur Zeit des protestantischen Neuburger Pfalzgrafen Philipp Ludwig (1547–1614), herrschte in Manching der Aberglaube, die Schwindsucht könne dadurch geheilt werden, dass Nägel und Haare eines Kranken in einem Feld vergraben und daraufhin fünf Vaterunser gesprochen werden müssten. Derselbe Graf ließ im Jahr 1604 die zumeist kunstvoll gefertigten Sakramentshäuschen in den Kirchen seines Territoriums abbrechen. So auch jenes in der Kirche von Manching. Mit dieser Zerstörung ging auch ein Bildersturm einher. So wurde in St. Peter das Altarbild sowie die neben der Skulptur des Gekreuzigten angebrachten Schächer entfernt.

### Neuzeit

#### 19. Jahrhundert
Zu Beginn des 19. Jahrhunderts, im Jahr 1802, lebten in Manching zwei Brauer, ein Wirt, zwei Müller, ein Krämer, Bäcker, Metzger und andere. Zusammen umfasste das Pfarrdorf 120 Haushalte. Trotz seiner Größe besaß Manching nur ein geringes Steueraufkommen von 414 Gulden, 19 Kreuzern und etwas mehr als vier Heller. Dies lag zu dieser Zeit daran, dass dort, im Bereich von minderwertigeren Böden nur Kleinsöldner und Häusler lebten. Dazu kamen noch viele Fischer, die sich ihren Lebensunterhalt an der Paar verdienten, die durch Manching zur Donau hin fließt. Die Fischer waren es auch, die sich des Öfteren anhaltende, teils gewaltsam ausufernde Feindschaften mit den Fischern aus Ingolstadt lieferten, die manchmal auch aktenkundig wurden. Im Jahr 1817 umfasste Manching bereits 136 Häuser mit 600 Einwohnern.
Zum Tode des erst 1821 bestellten Pfarrers Heinrich Kirchberger am 19. Mai 1825 stand eine Neubesetzung des im Dekanat Neuburg gelegenen Dorfes an. Zu diesem Zeitpunkt gehörten neben Manching auch die Dörfer Niederstimm, Pühl (Pichl) und Lindach sowie die Einöde Rathmanshof (Rottmannshart) zum kirchlichen Einzugsgebiet. Laut der durch die Staatsregierung bekanntgegebenen Ausschreibung der Pfarrstelle ermöglichten die insgesamt 845 Einwohner ein auf 1197 Gulden und 25½ Kreuzern beziffertes jährliches Einkommen. Zehn Jahre später wurde nach der Versetzung des Manchinger Pfarrers Johann Nepomuk Schmid die Pfarrstelle mit Schule erneut ausgeschrieben. Die nun 1023 Katholiken ermöglichten dem neuen Pfarrer jährliche Einnahmen von 870 Gulden und 181⁄2 Kreuzern, wobei 200 Gulden und 27 Kreuzer das ständige Gehalt des Pfarrers ausmachten. Durch einen damals gerade laufenden Prozess der Pfarrei um einen Kleinzehnt in Niederstimm war ein Teil des Gesamtertrages noch nicht berechenbar.
Bereits 1856 war die Feuerwehr von Manching in der Lage, auch auswärts gelegenen Gemeinden im Brandfall Unterstützung zu bieten, wie der Münchener Bote berichtete. Im März 1856 brach in Weichering ein Großbrand aus, der mehr als 40 Familien um ihre Habe brachte. Neben Manching kamen auch die Spritzen von Reichertshofen, Pörnbach und Zuchering zum Einsatz.
Bei der Volkszählung 1861 hatte der Ort 835 Einwohner bei 421 Gebäuden. Er besaß eine Kirche (Sankt Peter) sowie eine Schule. Bereits 1876 hatte sich die Einwohnerzahl auf 1025 Personen erhöht.

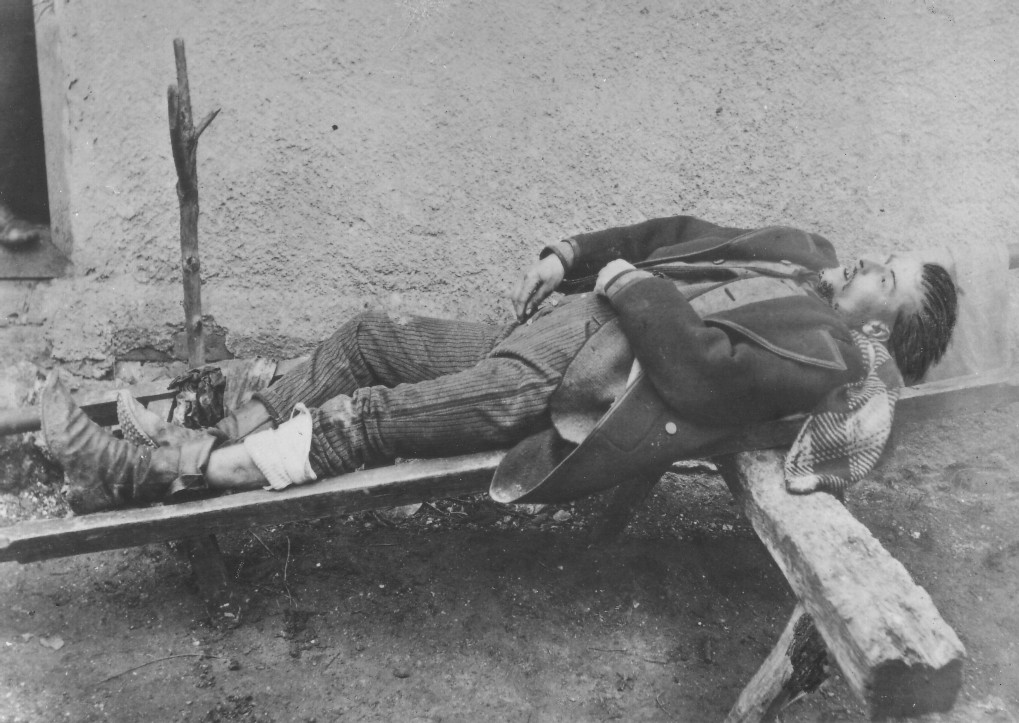
Eine der ersten bayerischen Kriminalfallaufnahmen zeigt Eduard Gänswürger wenige Stunden nach seiner Ermordung.

Von 1871 bis 1873 erfüllten die beiden Raubmörder Ferdinand Gump (1844–1873) und Eduard Gänswürger (1843–1873) die Menschen im altbayerischen Donaumoos mit Schrecken. Als Gump seinen Spießgesellen Gänswürger umgebracht hatte, geriet 1873 kurzfristig auch ein Manchinger Fischteichbesitzer in Verdacht, einen Raubmord an dem Raubmörder begangen zu haben, da bei ihm die Uhr des Gänswürgers gefunden wurde. Gänswürgers Leiche war auf Befehl der Obrigkeit nach Manching verbracht worden, wo der herbeigerufene Photograph, der Knopfmacher Franz-Xaver Sölch aus Ingolstadt, eine der ersten bayerischen Kriminalfallaufnahmen anfertigte. Die Nachricht vom Tod des Gänswürgers verbreitete sich in Windeseile und von nah und fern pilgerten Schaulustige nach Manching. Der Raubmörder wurde fast fünf Tage lang öffentlich zur Schau gestellt, bevor seine Leichenschau stattfand.
Im Jahr 1873 waren etliche Dächer im Dorf offensichtlich noch mit Stroh gedeckt. Dies geht aus Meldungen der Augsburger Postzeitung und der Neuen Ingolstädter Zeitung hervor, die berichtet, dass damals in Manching im Stadel eines Söldners ein Feuer ausbrach, das den ganzen Ort durch Funkenflug bedrohte. Nur durch den Einsatz aller verfügbaren Bewohner konnte ein Flächenbrand verhindert werden. Die Männer nahmen auf den umliegenden Häusern Stellung und begossen diese unaufhörlich mit Wasser, das aus der Paar und den vor den Häusern liegenden Brunnen geschöpft wurde. Nur das strohgedeckte Wohnhaus des Söldners, ein weiteres Wohnhaus sowie die zu den beiden Anwesen gehörenden erntegefüllten Stadeln, von denen zumindest einer mit Hohlziegeln gedeckt war, brannten ab. Die beiden betroffenen bäuerlichen Familien konnten auf keinerlei Schadensersatz hoffen, da sie keine Mobiliarversicherung abgeschlossen hatten. In denselben Berichten wird auch erwähnt, dass die Cholera auf dem Lande um sich griff und noch am 25. August desselben Jahres wurden zwei Krankheitsfälle in Manching amtlich.
Am 15. Mai 1875 wurde die Bahnstrecke Regensburg–Ingolstadt sowie die zwischen Ingolstadt und Vohburg gelegene Station Manching dem Zugverkehr übergeben. In diesem Zuge wurde am 1. Juni desselben Jahres eine Postexpedition an der Station Manching eröffnet.

#### 20. Jahrhundert
Das Fort VIII der Landesfestung Ingolstadt, das auch als Zwischenwerk Manching bekannt war, wurde während des Ersten Weltkriegs als Kriegsgefangenenlager genutzt. Unter den Insassen war dieses Lager unbeliebt, da sie morgendlich rund acht Kilometer marschieren mussten, um zu ihren landwirtschaftlichen Arbeitsstellen zu gelangen.
Im Jahr 1933 wurde der Kaplan von Manching, Gottfried Kohler, im nationalsozialistischen Donauboten angeschuldigt, immer wieder als Gegenredner zu NS-Versammlungsrednern aufzutreten und der Pfarrvikar Anton Traut wurde 1938 aufgrund der im Religionsunterricht in der Schule gemachten Bemerkung: „Hitler ist der größte Kriegshetzer“ durch den Bezirksoberamtmann Alfred Straßer in Ingolstadt verhört. Der Manchinger Pfarrer Heinrich Kalb verweigerte 1942 einen „Heldengottesdienst“ für einen exkommunizierten Gefallenen, was ihm Drohungen durch den Bürgermeister einbrachte.
Der Bau der Autobahn München–Nürnberg 1935 und der Bau des Fliegerhorstes Manching mit Garnison brachten dem Ort einen Aufschwung. Erstmals kamen mit dem Bau des Flugplatzes auch evangelische Christen in größerer Zahl nach Manching. Weiterer Zuzug erfolgte nach dem Zusammenbruch des Dritten Reiches durch Vertriebene. Ein erster fester Kirchenbau, der 1993 unter Denkmalschutz kam, wurde am 20. Juli 1958 eingeweiht. Der Platz befindet sich an der Stelle des von der United States Army nach dem Krieg gesprengten Forts VIII. An dieser Stelle waren kurz vor Kriegsende 1945 deutsche fahnenflüchtige Soldaten aus dem Wehrmachtsgefängnis München-Stadelheim konzentriert worden. Über sie urteilte das Kriegsgericht der 1942 in München aufgestellte Division Nr. 467, das ebenfalls hierher verlegt worden war. Nach den Urteilsverkündungen wurden insgesamt 25 Hinrichtung wegen Desertion, unerlaubter Entfernung und Selbstverstümmelung vorgenommen. Dieser Hintergrund war eine wesentliche Überlegung, den Kirchenbau, die Friedenskirche, aus den Trümmern des Forts hier zu errichten. Architekt dieses Bauwerks war Olaf Andreas Gulbransson (1916–1961), der Sohn des Zeichners und Malers Olaf Gulbransson (1873–1958).
Von 1956 bis 1957 war bereits die Pfarrkirche St. Peter umgebaut und erweitert worden. Bei den Planungen zu diesem massiven Umbau wurde ohne Rücksicht auf den historischen Bau das gotische Langhaus abgebrochen und ein beträchtlich vergrößerter Neubau mit hölzernem Tonnengewölbe errichtet. Damit der romanische Turm proportional zu diesem Neubau passte, wurde dieser 1956 um den Bereich der Turmuhr aufgestockt. Dem neuen Kirchenschiff dient der romanisch-gotische Chor auch als Tabernakelraum. Im Jahr 1994 wurde der Innenraum restauriert, der Außenbereich folgte im Jahr 2000.

#### 21. Jahrhundert

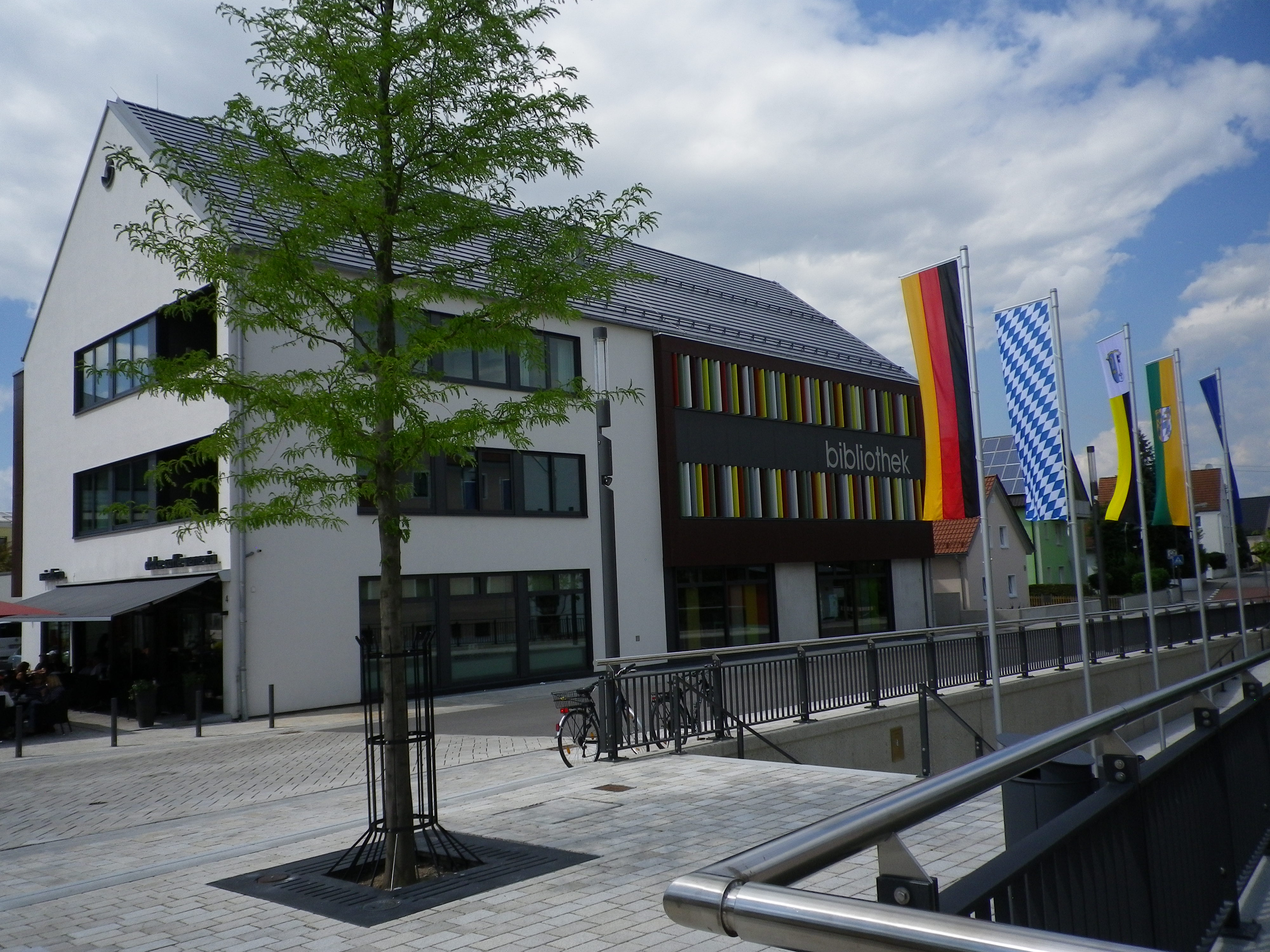
Teil des 2017 neugestalteten Zentrums von Manching mit Bibliothek und Zugang zu den Paarterrassen

Im April 2017 begann die Kernsanierung und Erweiterung des Pfarrhauses. Im Zuge dieser Maßnahmen soll auch das nach dem Krieg errichtete Pfarrheim abgebrochen und durch einen Neubau ersetzt werden. Die vom Landesdenkmalamt beauflagten Flächen rund um diese Neu- und Umbauten werden seit April von Archäologen untersucht. Dabei wurden auch Keller und Fundamente des alten, nach dem Krieg abgebrochenen Pfarrhauses freigelegt. Dieses lag unmittelbar vor dem Zugang zum heutigen Pfarrhaus.
Im Juni 2024 wurde Manching stark von dem Hochwasser in Süddeutschland 2024 getroffen.

### Eingemeindungen
Am 1. Januar 1962 wurde ein Teil der aufgelösten Gemeinde Unsernherrn eingegliedert. Im Zuge der Gebietsreform in Bayern kam am 1. Januar 1971 Niederstimm hinzu. Pichl folgte am 1. Januar 1972. Im Jahr 1978 kamen noch Westenhausen am 1. Januar und Oberstimm am 1. Mai hinzu.

### Einwohnerentwicklung
Zwischen 1988 und 2018 wuchs der Markt von 9.267 auf 12.503 um 3.236 Einwohner bzw. um 34,9 %.

## Politik

### Gemeinderat
| Partei / Liste     | Wahl 2020 | Wahl 2020 | Wahl 2014 | Wahl 2014 |
| Partei / Liste     | %         | Sitze     | %         | Sitze     |
| ------------------ | --------- | --------- | --------- | --------- |
| Freie Wähler       | 41,07     | 10        | 38,13     | 9         |
| CSU                | 27,20     | 6         | 28,79     | 7         |
| SPD                | 19,80     | 5         | 22,73     | 5         |
| Unabhängige Wähler | 11,94     | 3         | 10,36     | 3         |
| Gesamt             | 100       | 24        | 100       | 24        |
| Wahlbeteiligung    | 52,05 %   | 52,05 %   | 51,17 %   | 51,17 %   |

### Bürgermeister
- 1888–1912: Johann Nerb sen.
- 1912–1928: Josef Münzhuber
- 1928–1933: Johann Nerb jun.
- 1933–1945: Johann Schranz
- 1946–1952: Johann Nerb jun.
- 1952–1956: Albert Huber
- 1956–1960: Adalbert März
- 1960–1966: Michael Raith
- 1966–1984: Johann Stutz, CSU
- 1984–2002: Albert Huch, Freie Wählergemeinschaft
- 2002–2008: Otto Raith, CSU
- seit 2008: Herbert Nerb, Freie Wähler[44]

### Wappen
| Wappen des Marktes Manching | Blasonierung: „Gespalten von Silber und Blau; vorne ein aufrecht stehender schwarzer Schlüssel, hinten ein vorgeschichtlicher goldener Verschlusshaken in Pferdekopfform.“ |
| Wappen des Marktes Manching | Das Wappen wird seit 1955 geführt. |

## Kultur und Sehenswürdigkeiten

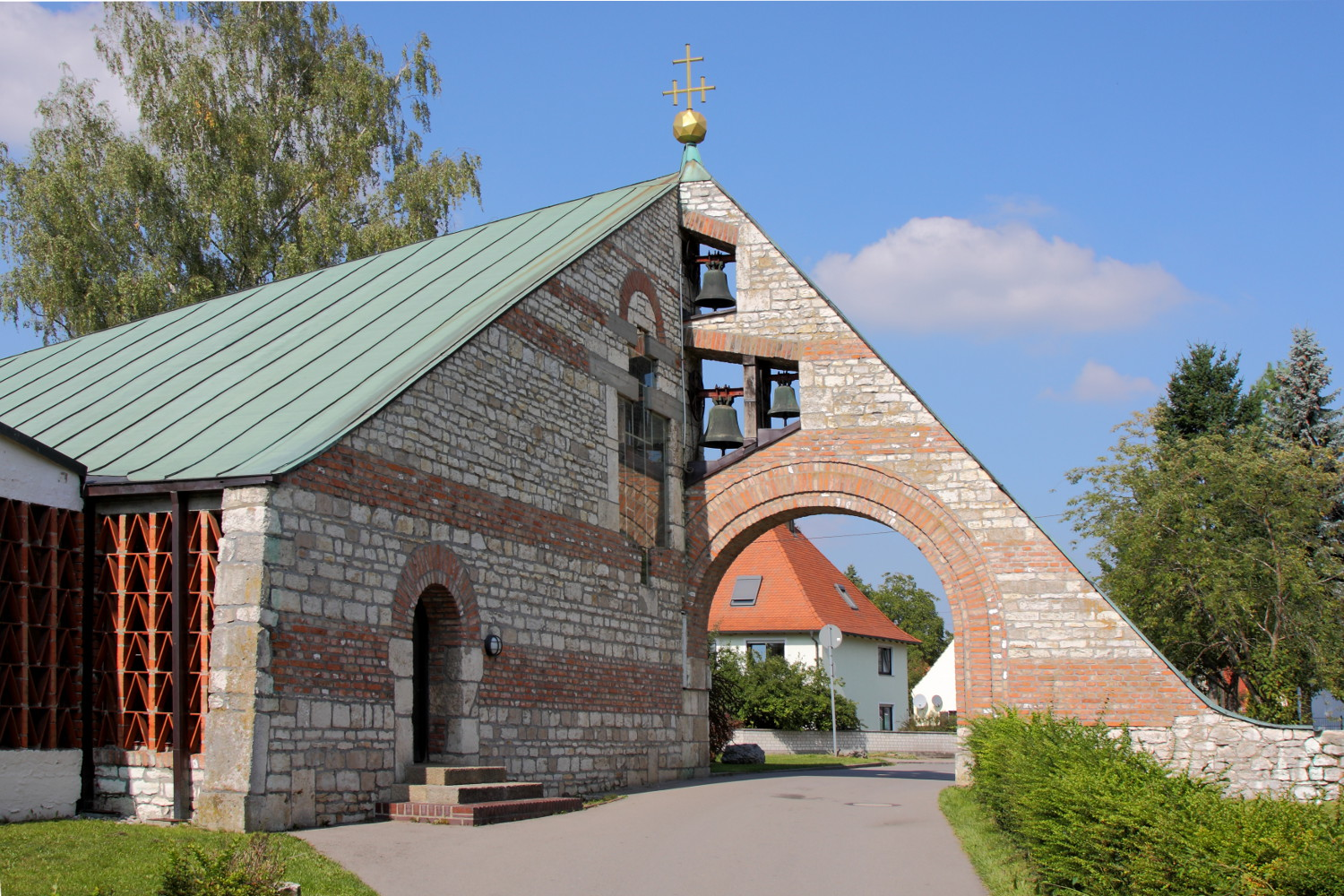
Friedenskirche

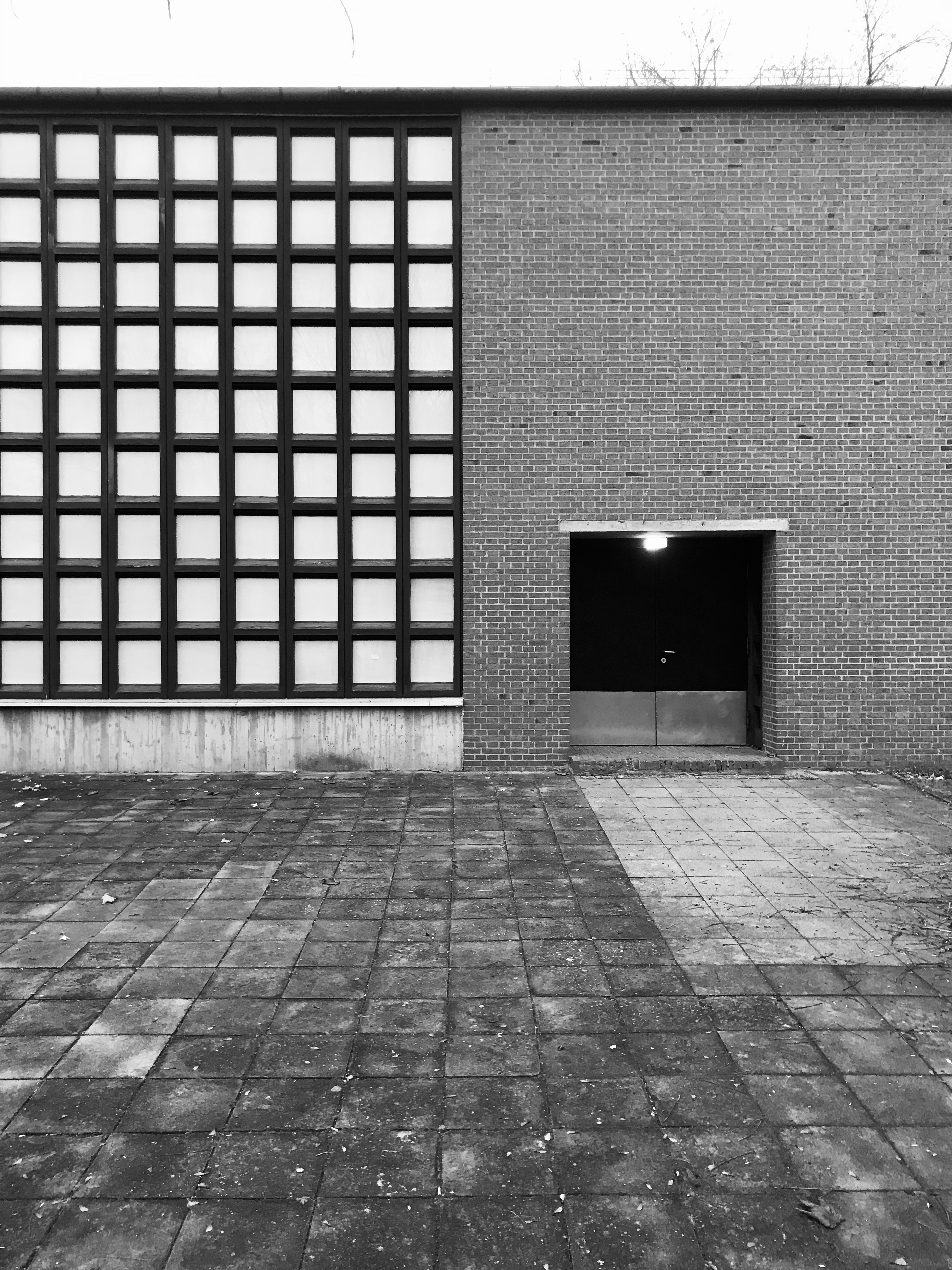
Evangelisches Gemeindezentrum

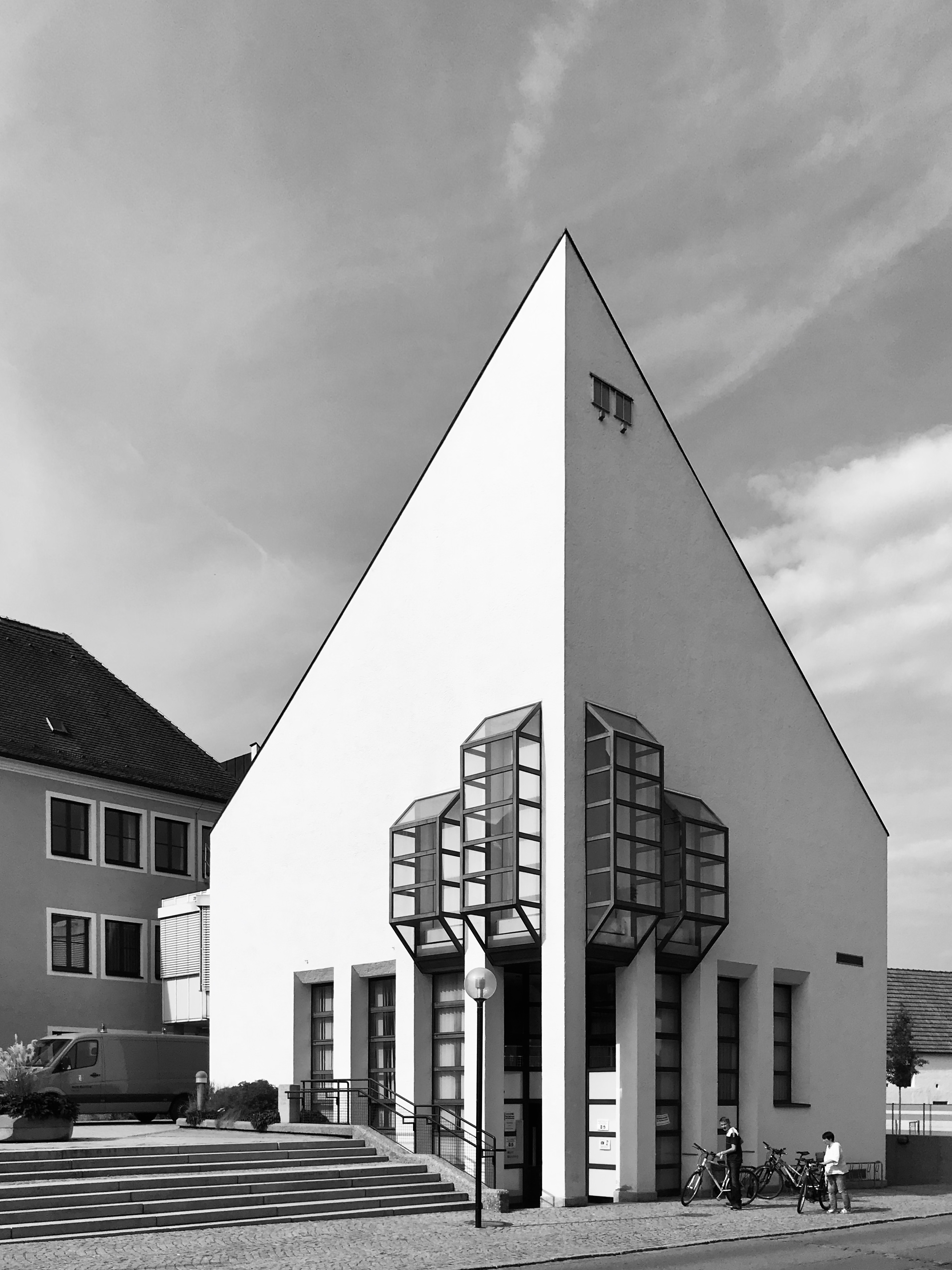
Rathaus Manching

Die 1958 erbaute evangelisch-lutherische Friedenskirche des Architekten Olaf Andreas Gulbransson steht als Baudenkmal unter Denkmalschutz.
Die Pfarrkirche St. Peter

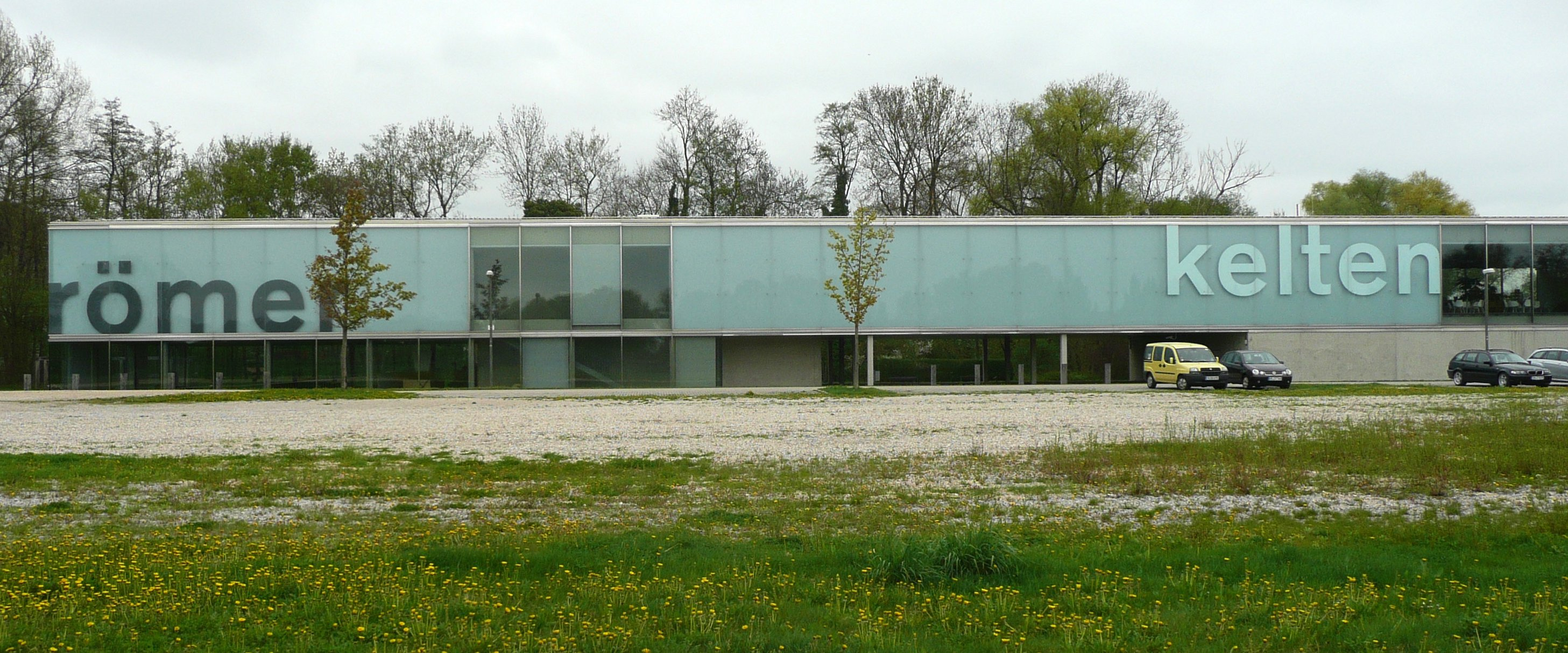
Kelten-Römer-Museum

Das evangelische Gemeindezentrum aus dem Jahr 1966 von Werner Eichberg und Statiker Walter Christmann befindet sich in der Donaufeldsiedlung im Westen von Manching.
Die Erweiterung des Rathauses vom Münchner Architekten Max Breitenhuber bildet einerseits den Abschluss des Rathausvorplatzes und andererseits einen maßstäblichen Übergang zur vorhandenen Bebauung.
Das 2006 errichtete Kelten-Römer-Museum von Florian Fischer zeigt Exponate aus der Zeit der Kelten und Römer aus dem Raum Manching.
Manching weist auch eine Reihe Kulturdenkmäler auf:

## Wirtschaft und Infrastruktur

### Industrie
Airbus: in Manching befinden sich die Entwicklung und das Werk des Airbus Group-Geschäftsbereiches Airbus Defence and Space (ehemals Cassidian) mit derzeit ca. 6000 Mitarbeitern, dessen Zentrale im Dezember 2008 von Ottobrunn nach Manching verlegt wurde. Hier wurde der Prototyp des Eurofighters hergestellt. Derzeit befindet sich hier die Endmontage aller Eurofighter für die deutsche Luftwaffe sowie die Ausstattung elektrischer Komponenten des Rumpfteils für alle Eurofightermodelle. Airbus Defence and Space nutzt den Flugplatz der Wehrtechnischen Dienststelle 61 mit, dessen südliche Landebahn (07R/25L) mit 2940 m Länge und 60 m Breite zu den größten in Europa zählt und als offizielle Notlandebahn für das amerikanische Space-Shuttle-Projekt ausgewiesen war.

### Land- und Forstwirtschaft
Es gab 2018 nach der amtlichen Statistik 7582 sozialversicherungspflichtig Beschäftigte am Arbeitsort. Sozialversicherungspflichtig Beschäftigte am Wohnort gab es insgesamt 5835, so dass die Zahl der Einpendler um 1747 höher war als die Zahl der Auspendler. 2016 gab es 53 landwirtschaftliche Betriebe, die eine Fläche von 2312 Hektar bewirtschafteten.

### Öffentliche Einrichtungen
Das Bundesamt für Ausrüstung, Informationstechnik und Nutzung der Bundeswehr mit seiner Wehrtechnischen Dienststelle 61 (WTD 61) auf dem Fliegerhorst Ingolstadt/Manching ist einer der größten Arbeitgeber der Marktgemeinde. Vor Ort befindet sich zu dem die Abteilung Militärische Luftfahrzeuge des Instituts für Flugsystemtechnik (Hauptsitz Braunschweig) des Deutschen Zentrums für Luft- und Raumfahrt (DLR).
In Manching liegt auf dem Gelände der früheren Immelmann-Kaserne und an drei anderen Standorten das bundesweit erste Lager für Schnellabschiebungen, die „Ankunfts- und Rückführungseinrichtung I“. Sie wurde am 1. September 2015 eröffnet und geht auf einen Beschluss der bayerischen Staatsregierung zurück. Dort sind Asylbewerber mit geringer Bleibeperspektive untergebracht, meist aus Balkanstaaten. Sie werden teils abgeschoben, teils kehren sie freiwillig in ihre Heimatländer zurück. In Manching gibt es noch weitere Behörden, die für ähnliche Angelegenheiten zuständig sind.

### Bildung
- Es gibt acht Kindertageseinrichtungen, in denen am 1. März 2019 insgesamt 91 Mitarbeiter tätig waren; von den 473 Plätzen waren 435 belegt.
- Grundschule Manching, im Lindenkreuz, mit zehn Lehrkräften und 176 Schülern (Schuljahr 2019/2020)[54]
- Grundschule Oberstimm mit zwölf Lehrkräften und 222 Schülern[55]
- Mittelschule Manching, im Lindenkreuz, mit 16 Lehrkräften und 186 Schülern[56]
- Staatliche Realschule Manching mit 54 Lehrkräften und 696 Schülern[57]
- Fachschule des Heeres für Bautechnik mit acht Lehrkräften und 45 Schülern[58]

### Verkehr
Manching liegt an der Bahnstrecke Regensburg–Ingolstadt. Der Bahnhof wird im Personenverkehr allerdings nicht mehr bedient.

## Persönlichkeiten

### Ehrenbürger
- Helmut Bullinger (* 28. Februar 1922), Verleihung 1991, Pfarrer in Manching von 1957 bis 1991[59][60]
- Albert Huch (* Mai 1939), Verleihung im Oktober 2009, Bürgermeister von 1984 bis 2002[61]
- Herbert Mayr (* Juni 1934), Verleihung am 9. Dezember 2011, langjähriger Kommunalpolitiker in Gemeinde und Landkreis[62]

### Söhne und Töchter
- Erika Görlitz (* 1952), Politikerin (CSU) und Landtagsabgeordnete

### Persönlichkeiten, die vor Ort gewirkt haben
- Thomas Reiter (* 1958), Raumfahrer und Brigadegeneral der Bundeswehr
- Markus Kavka (* 1967), Moderator, Journalist und DJ